# Dichaetomyia insularis
Dichaetomyia insularis este o specie de muște din genul Dichaetomyia, familia Muscidae, descrisă de Adrian C. Pont în anul 1978. Conform Catalogue of Life specia Dichaetomyia insularis nu are subspecii cunoscute.